# Cathédrale Saint-Jean-Baptiste d'Aire
Cette  cathédrale n’est pas la seule cathédrale Saint-Jean-Baptiste.
La cathédrale Saint-Jean-Baptiste d'Aire est un lieu de culte catholique situé sur la commune d'Aire-sur-l'Adour, dans le département français des Landes. Construite à partir des XIe et XIIe siècles, elle a été classée aux Monuments historiques par arrêté du 9 août 1906.
La cathédrale, dédiée à saint Jean-Baptiste, se situe dans la basse ville, où résidaient les évêques de ce diocèse créé au VIe siècle, et qui a fonctionné jusqu'en 1802. Le diocèse est rattaché à celui de Bayonne de 1802 à 1823 et il forme aujourd'hui, avec Dax, le diocèse d'Aire et Dax. L'ancien palais épiscopal est quant à lui de nos jours l'hôtel de ville d'Aire-sur-l'Adour.

## Historique
La construction de la cathédrale a dû commencer à la fin du XIIe siècle, mais elle a été souvent remaniée jusqu'au XIXe siècle. Toutefois, les archives de l'évêché d'Aire ayant été détruites au cours des guerres de Religion, l'histoire de la cathédrale est peu connue. Elle est évoquée pour la première fois dans une bulle de Clément V en 1309 : on y apprend qu'elle a été endommagée pendant les luttes entre la France et l'Angleterre.
Des travaux sont également menés à la fin du XVIe siècle et au début du XVIIe siècle, les voûtes s'étant effondrées. Le chœur est pourvu d'une boiserie par l'évêque Jean-Louis de Fromentières (1673-1684). Des restaurations sont également menées au XVIIIe siècle : l'abside est démolie et remplacée par le chevet actuel en rotonde. Au cours du même siècle, probablement, les bas-côtés sont construits et reliés à la nef par des arcades.
Entre 1860 et 1867, les chapelles absidiales sont transformées et un second collatéral, aujourd'hui fermé au public, est ajouté au nord de la nef. Un projet de façade à deux tours, trois portails et une rose est élaboré mais n'est pas exécuté. Les peintures intérieures datent de cette époque.

## Architecture
Dotée, avant l'époque moderne, d'une nef unique et d'un sanctuaire assez développé, la cathédrale a un plan conforme à celui des églises romanes de Gascogne. Il peut être rattaché à des édifices cisterciens d'Aquitaine et d'Espagne.
L'abside et la grande rotonde du chevet ont été construits au XVIIIe siècle en réutilisant certains matériaux plus anciens.

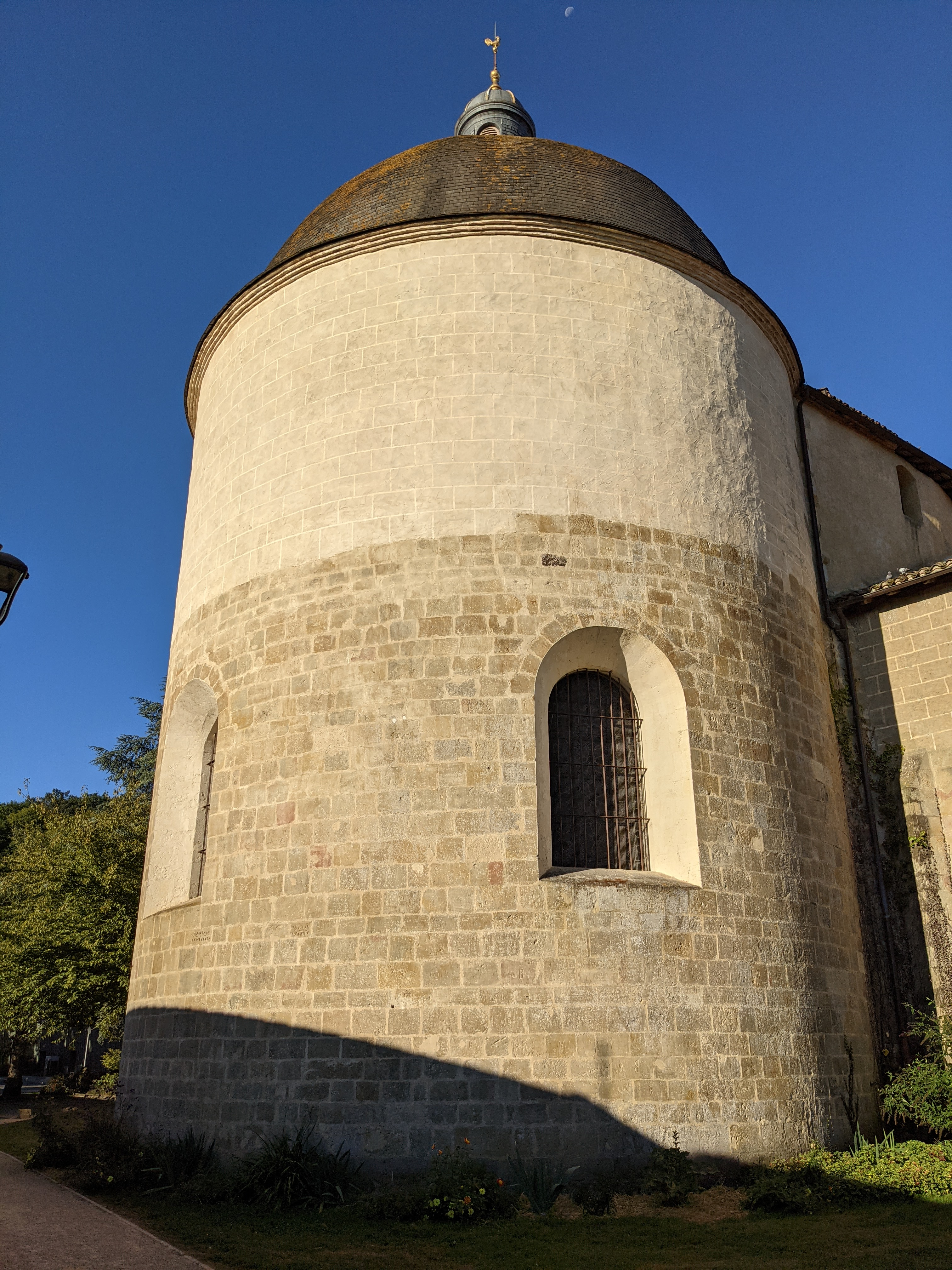
Chevet de la cathédrale.
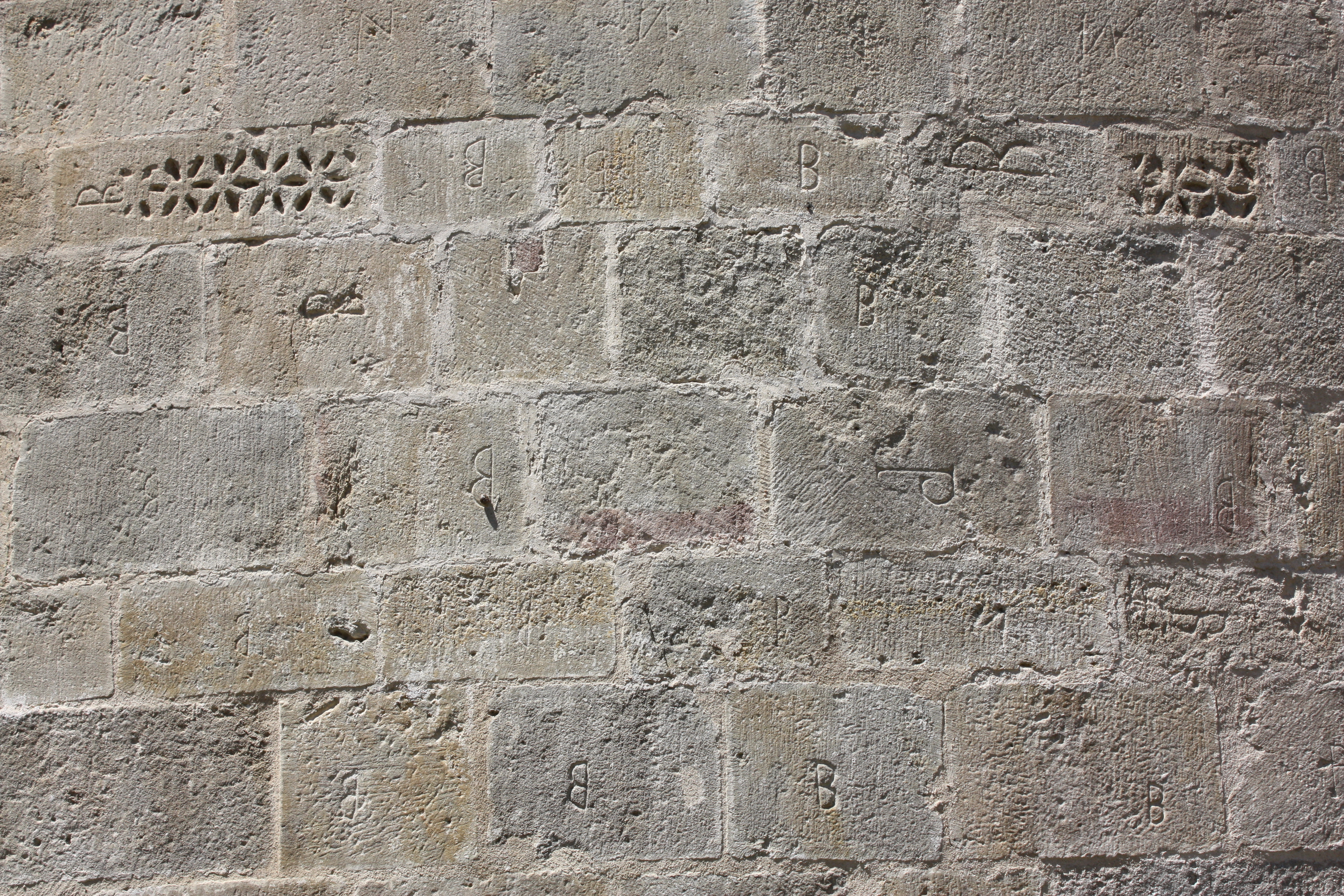
Pierres ornementales et marques de tâcherons au chevet de la cathédrale.

La sévère façade du XIIIe siècle, surélevée d'une tour à toit d'ardoise, a pour portail une simple voussure en arc brisé. Elle ressemble à un simple mur fermant la nef, dépourvue d'ornement, peut-être par manque de moyens financiers.
La façade de la cathédrale

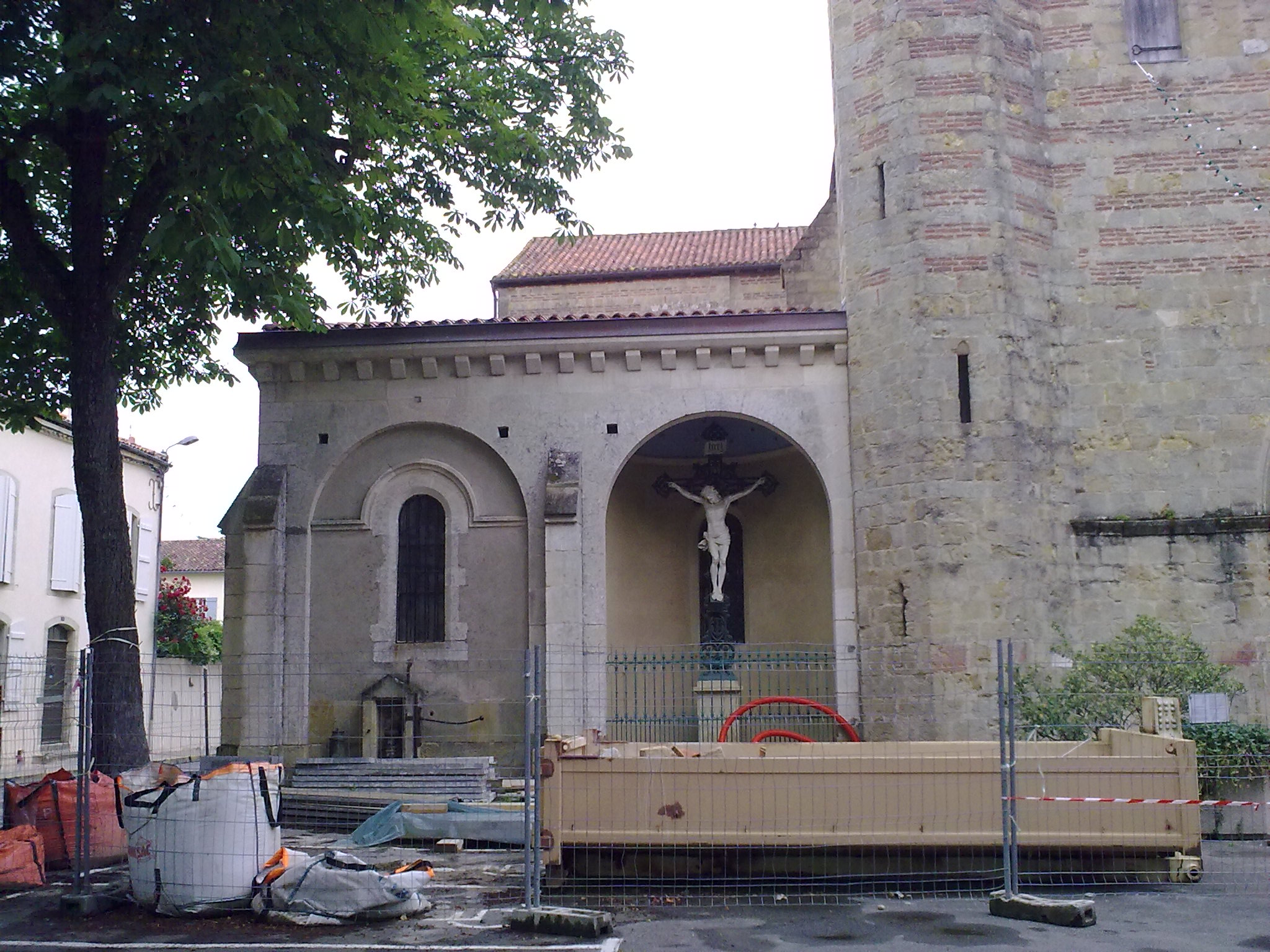
Partie gauche.
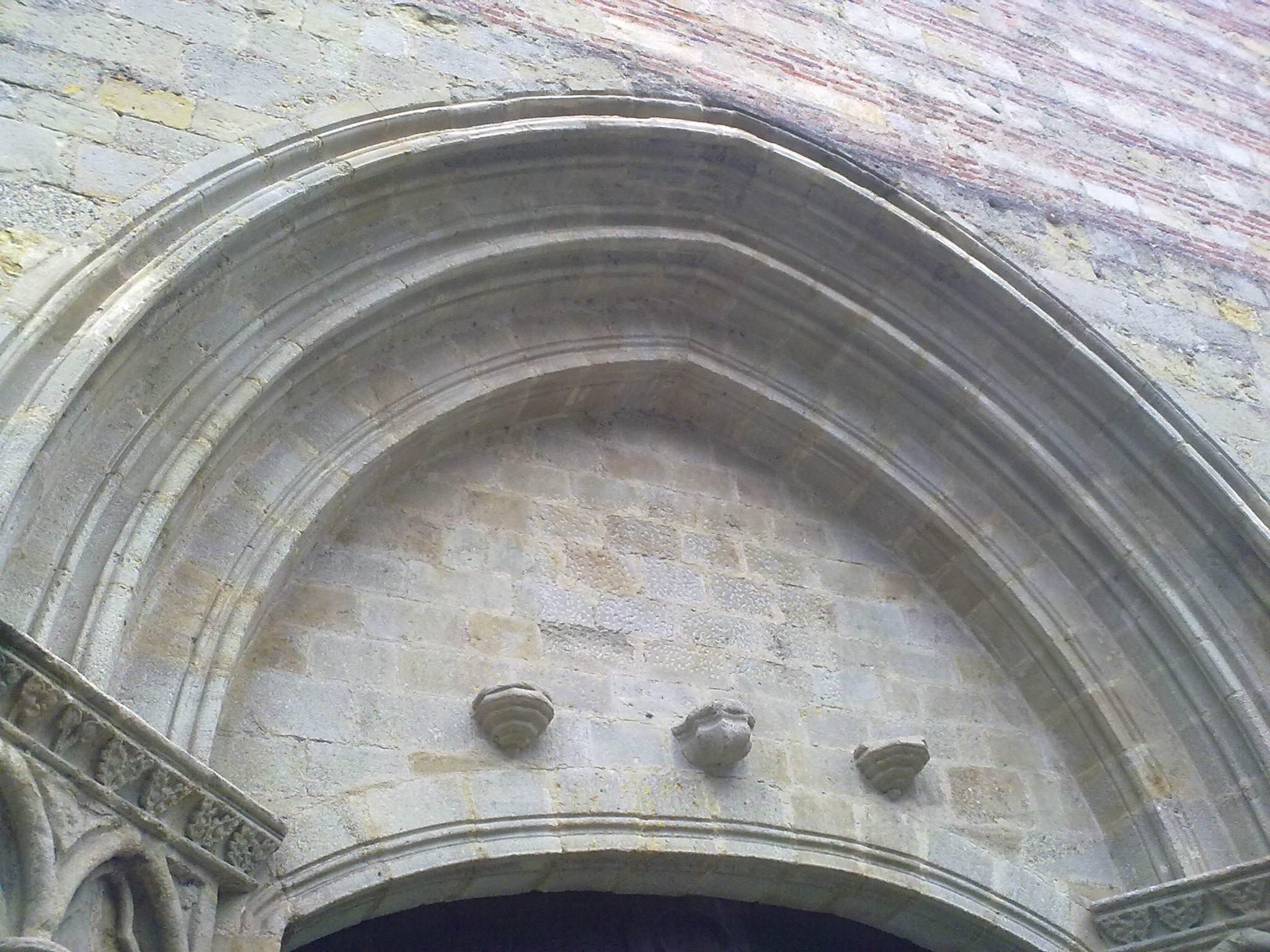
Tympan.
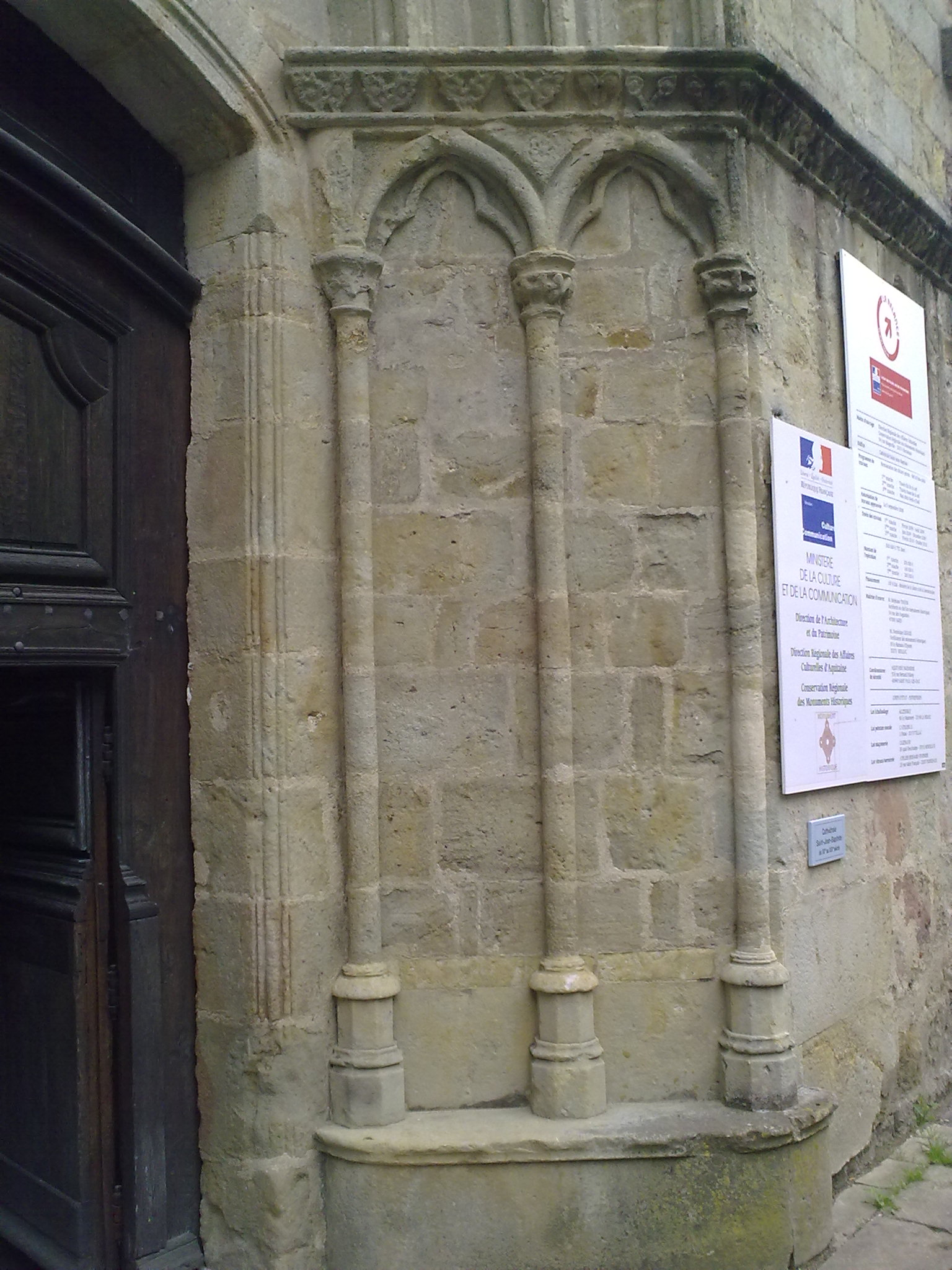
Détail du porche d'entrée.

La sacristie est une salle capitulaire du XIVe siècle, aux voûtes gothiques retombant sur des piliers centraux, de facture toulousaine évoquant les « palmiers » des Jacobins.
La nef est voûtée d'ogives au XIVe siècle. Les chapiteaux romans des piliers proches du transept sont ornées de figures de monstres avec peut-être une représentation de Daniel dans la fosse aux lions.
Le chœur est pourvu de boiseries du XVIIIe siècle. Le sanctuaire est entouré d'une balustrade en marbre datant de 1864 et le maître-autel en marbre polychrome a été réalisé par les frères Mazzetti vers 1770. À l'arrière, des stalles et boiseries de la fin du XVIIe siècle sont installées dans une absidiole reconstruite au XVIIIe siècle. Sur le mur nord du chœur se trouvent des restes d'anciennes arcatures aveugles romanes.

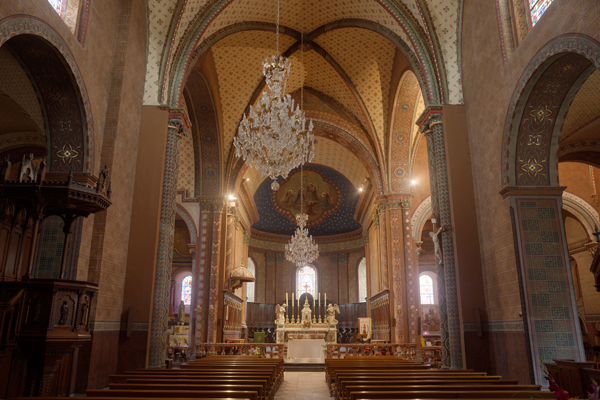
Nef de la cathédrale.
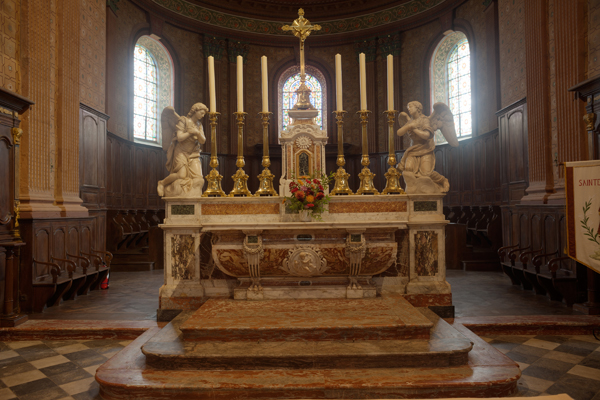
Maître-autel.

Quatre chapelles absidiales donnent sur le transept. Elles sont consacrées, de gauche à droite, à saint Joseph, à la Sainte Vierge (transept nord), au Très-Saint-Sacrement et aux Saintes Reliques.
Les vitraux ont été posés dans les années 1860 par l'atelier Didron, de Paris. Les peintures de la nef, du transept et des collatéraux datent de la même période.
Dans le prolongement de l'abside vers le parc, l'orangerie de pierre, du XVIIe siècle, abrite des expositions temporaires.
Les parties les plus anciennes sont construites en moyen appareil calcaire. On retrouve des marques de tâcherons dans les parties orientales. Les restaurations ont été effectuées en pierre de taille alternant avec quatre rangs de briques, notamment sur la façade, puis, après le XVIe siècle, en brique seule ; au XVIIIe siècle, on a utilisé un moyen appareil régulier ou des moellons.
Longueur 48 m, largeur de la nef 8 m, hauteur sous voûte 15 m.

## Décorations
Il n'existe pas de trace d'ornementation antérieure au XIXe siècle, hormis dans le chœur. Les chapelles sont peintes une première fois entre 1828 et 1832 par Arthaud, architecte du département. En 1858-1859, Sibien, architecte diocésain, fait disparaître cette décoration pour en créer une nouvelle. La réalisation des peintures murales du chœur, de la nef et des bas-côtés est confiée au décorateur gersois Labedan. La nef, le transept et les chapelles des extrémités sud et nord reçoivent un soubassement de drapés qui semblent moirés, couronné d'un fin bandeau d'écriture sur fond bleu et surmonté d'un décor en faux appareil de pierres orné au centre d'un décor floral. Les voûtes sont décorées de motifs géométriques ou floraux. La coupole du chœur représente le Couronnement de la Vierge dans un style d'inspiration romane.

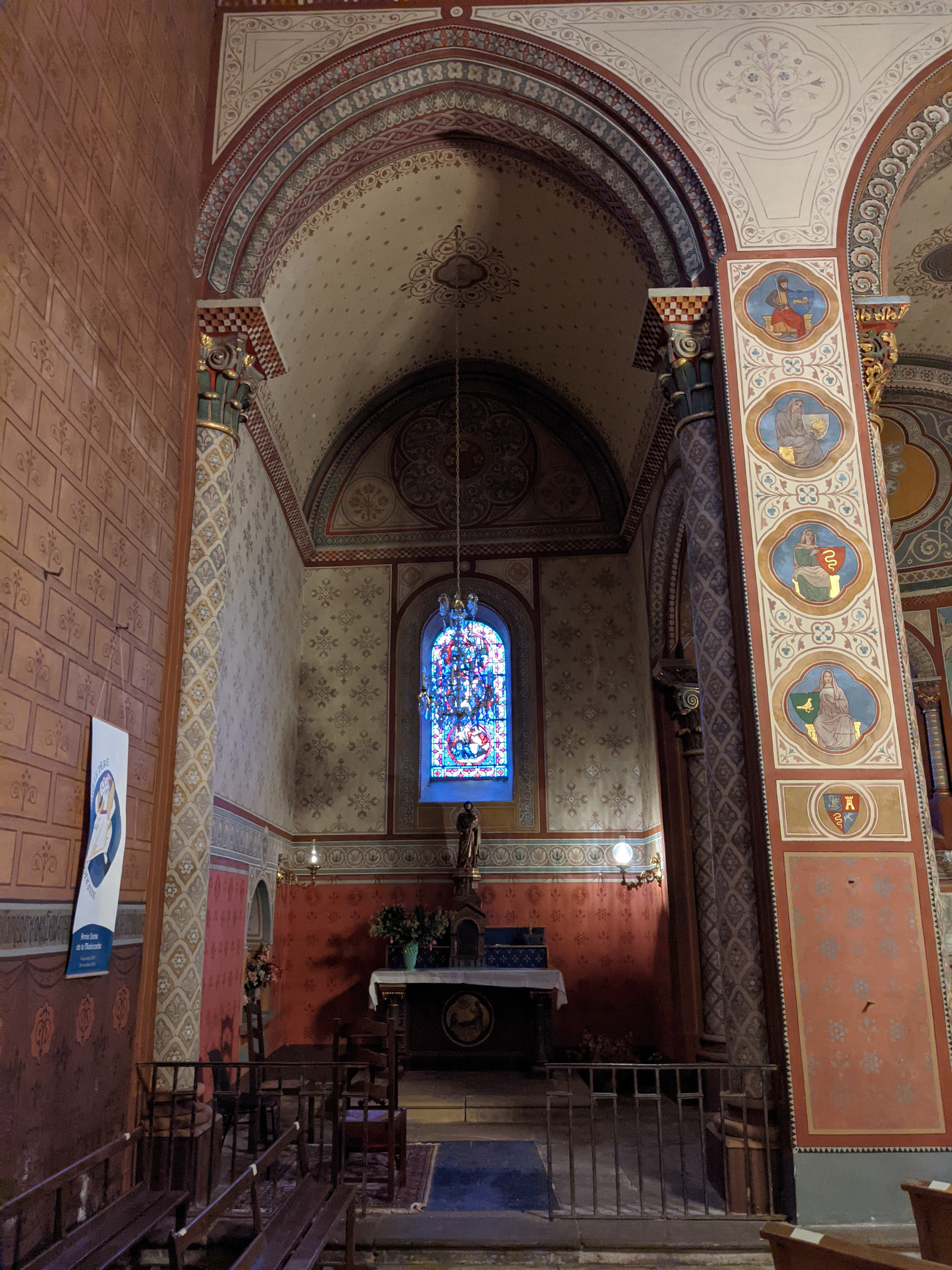
Chapelle Saint-Joseph.
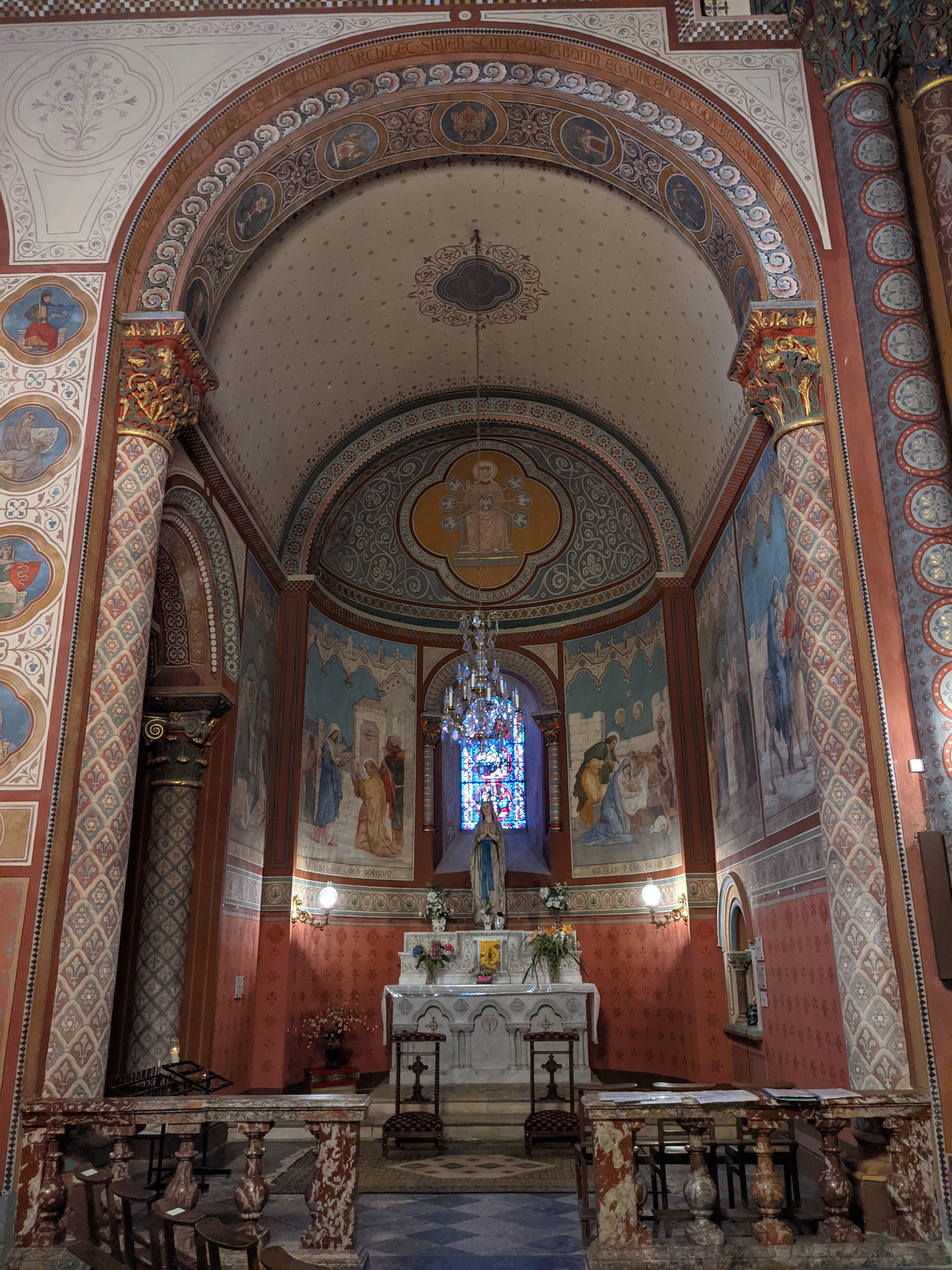
Chapelle de la Vierge.
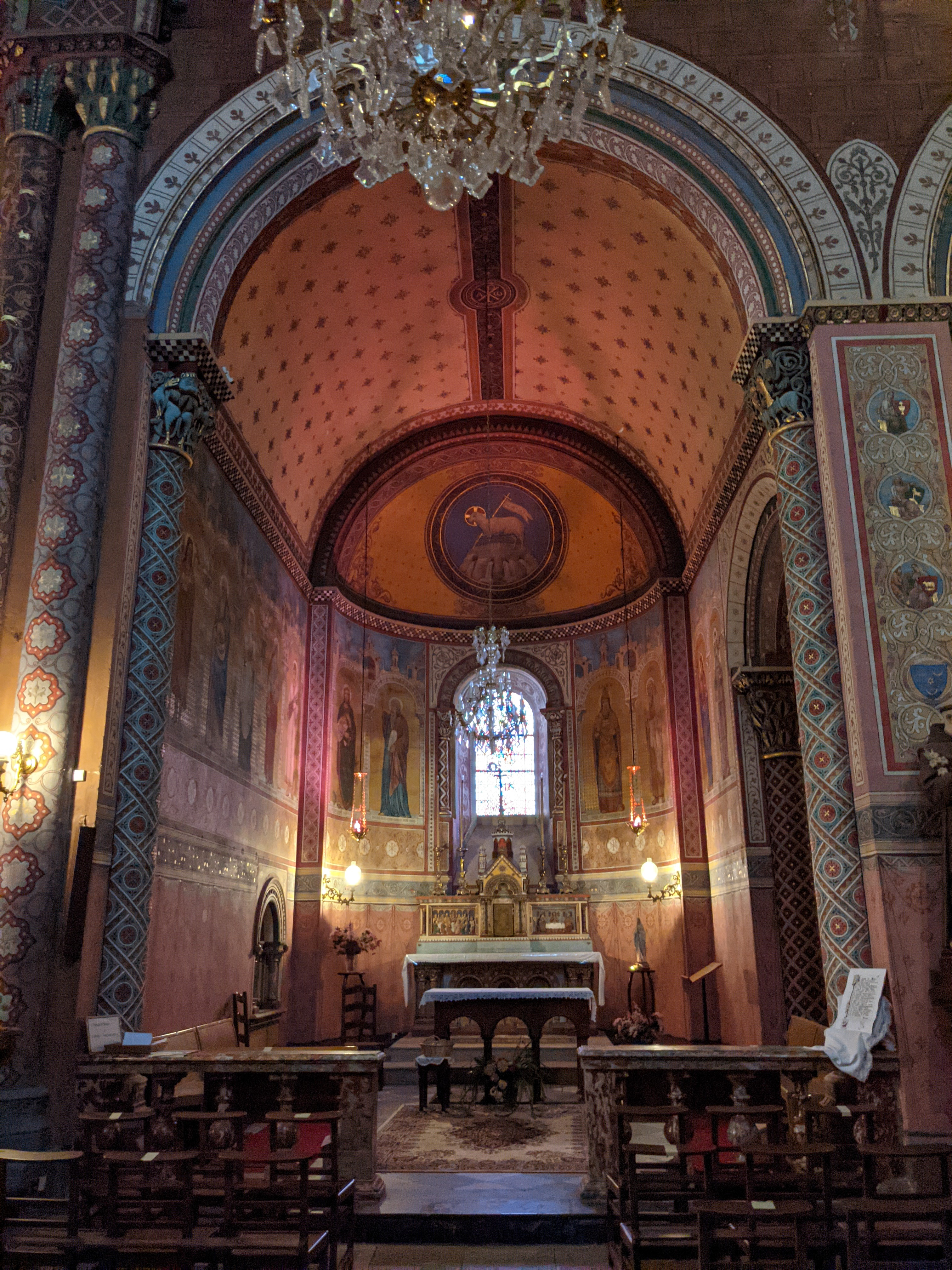
Chapelle du Très-Saint-Sacrement.
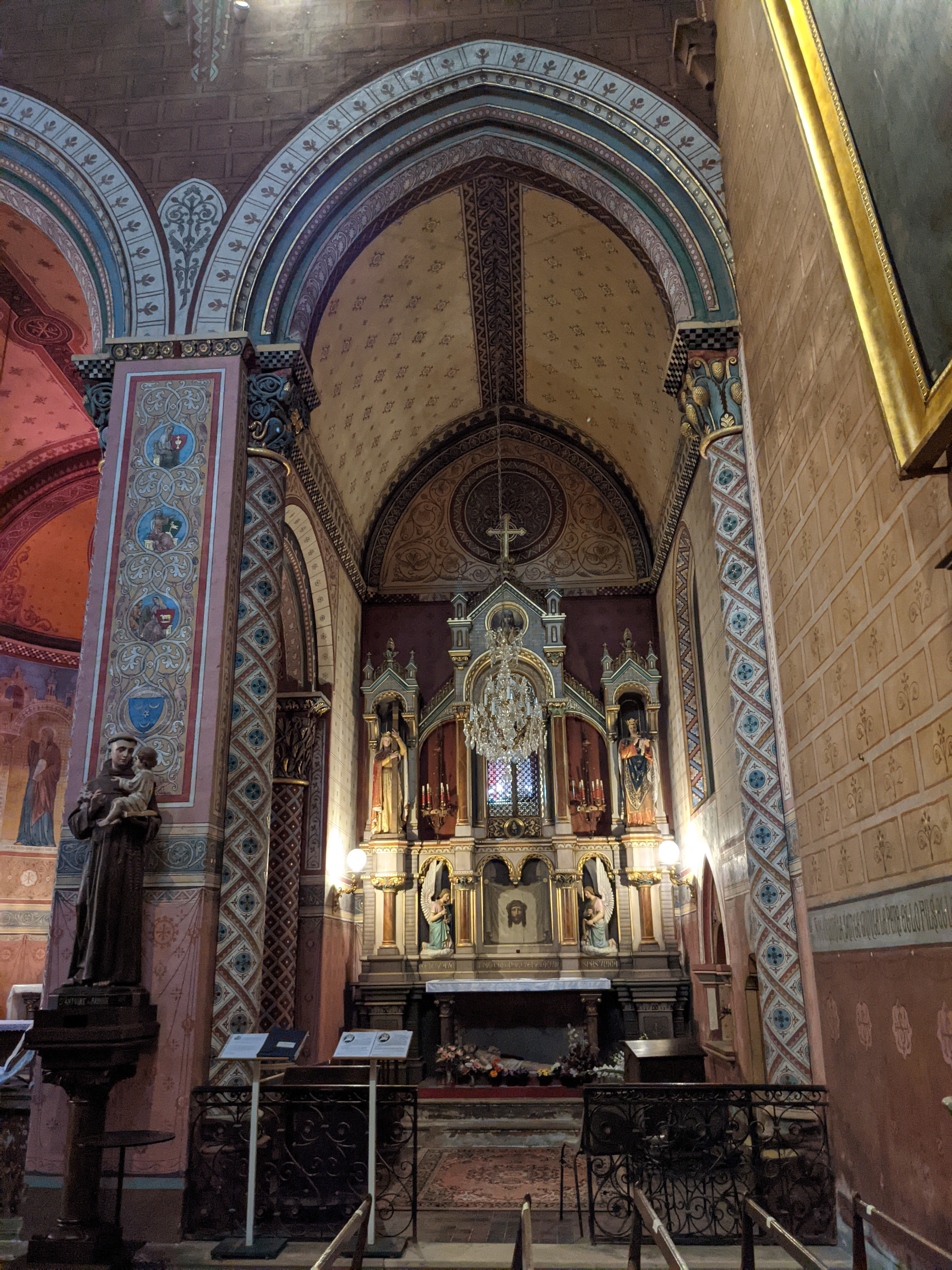
Chapelle des Saintes Reliques.

## L'orgue

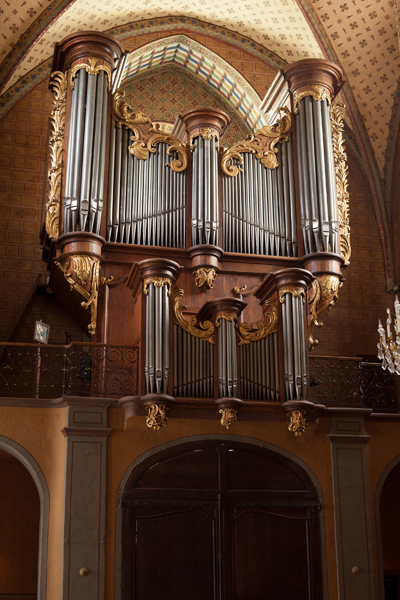
L'orgue.

L'orgue a été construit en 1757-1759 par des compagnons de Dom Bédos de Celles, facteur et expert en facture d'orgues.
Composition
| Positif de dos 50 notes |
| Montre 8'               |
| Bourdon 8'              |
| Prestant 4'             |
| Nasard 2' 2/3           |
| Doublette 2'            |
| Tierce 1' 3/5           |
| Larigot 1' 1/3          |
| Plein-jeu V             |
| Cromorne 8'             |

| Grand-Orgue 50 notes |
| Bourdon 16'          |
| Montre 8'            |
| Bourdon 8'           |
| Prestant 4'          |
| Nasard 2' 2/3        |
| Doublette 2'         |
| Tierce 1' 3/5        |
| Cornet V             |
| Plein-jeu VII        |
| Trompette 8'         |
| Voix humaine 8'      |
| Clairon 4'           |

| Récit 32 notes |
| Cornet V       |
| Hautbois 8'    |

| Écho 42 notes |
| Bourdon 8'    |
| Prestant 4'   |
| Cornet III    |
| Cromorne 8'   |

| Pédale 31 notes |
| Flûte 8'        |
| Flûte 4'        |
| Trompette 8'    |
| Clairon 4'      |

## Pèlerinage

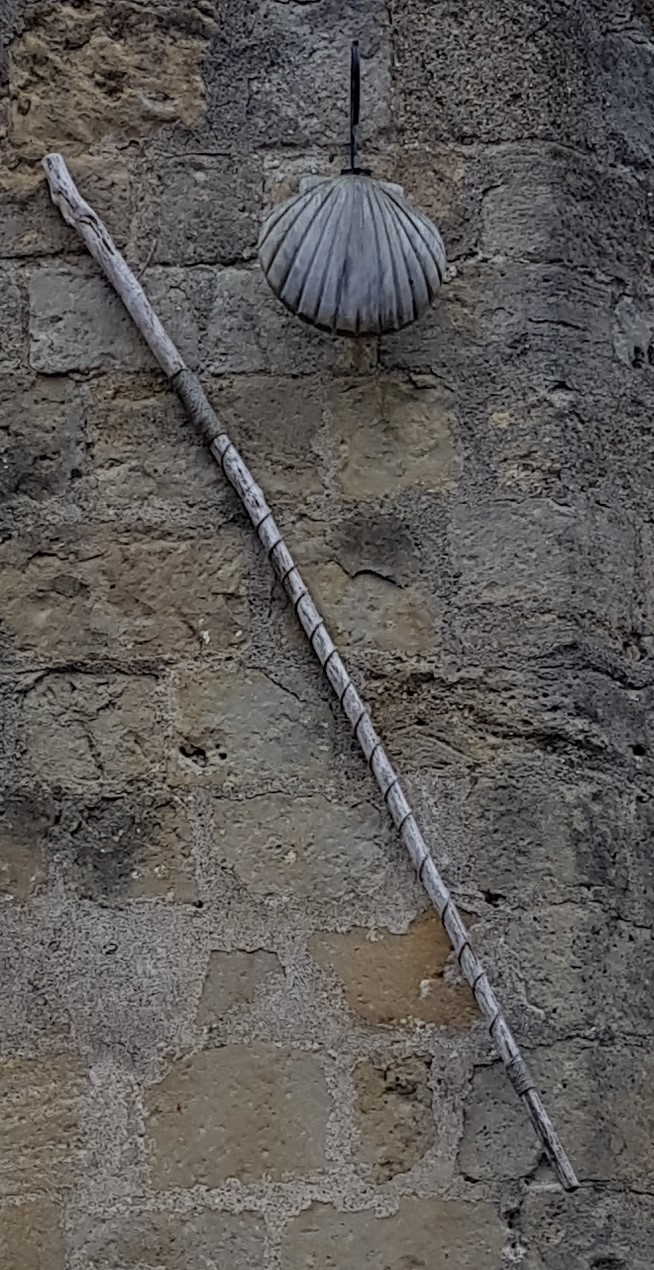
Coquillage et bâton de pèlerins sur la façade de la cathédrale.

La cathédrale Saint-Jean-Baptiste marque une étape sur la Via Podiensis, un des chemins du pèlerinage de Saint-Jacques-de-Compostelle, qui va du Puy-en-Velay  jusqu'à Saint-Jacques-de-Compostelle en passant par le col de Roncevaux.